# آندراده (کالیفرنیا)
آندراده (به انگلیسی: Andrade) یک منطقهٔ مسکونی در ایالات متحده آمریکا است که در شهرستان ایمپریال، کالیفرنیا واقع شده‌است. آندراده ۴۲ متر بالاتر از سطح دریا قرار دارد.